# حاجز عطارة

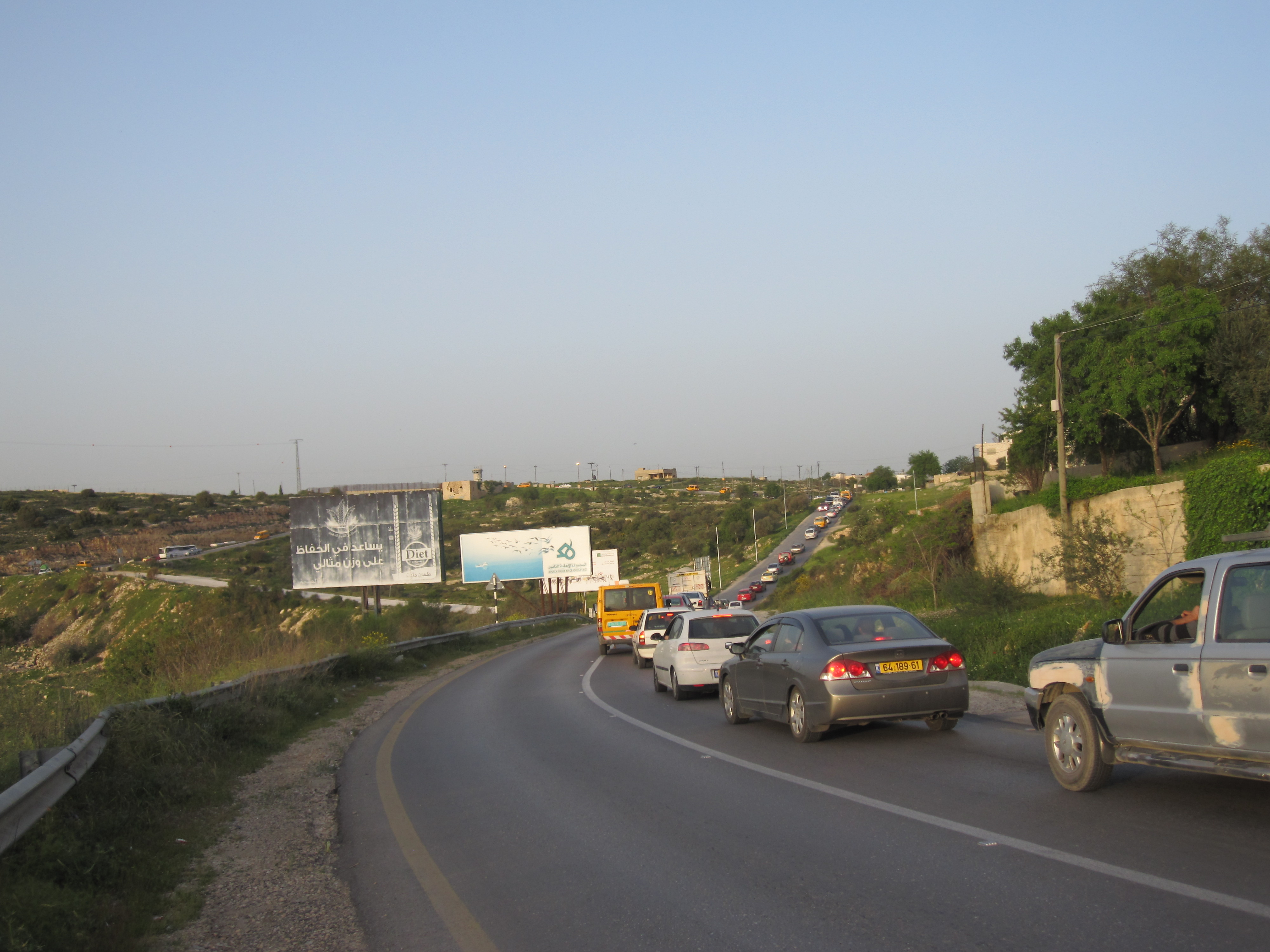
طابور من السيارات تنتظر العبور عبر الحاجز

حاجز عطارة هو حاجز عسكري إسرائيلي قرب قرية عطارة في الضفة الغربية المحتلة، ويمر عبره معظم حركة النقل بين شمال الضفة الغربية ووسطها، وعبره تمر حركة السير بين مدينة رام الله والقسم الأكبر من قرى شمال غرب رام الله. بعد أن أغلقت الطريق التاريخية الواصلة المسماة بطريق نابلس-القدس من قبل الاحتلال الإسرائيلي إبان الانتفاضة الفلسطينية الثانية، تم تحويل مسار السير للمرور عبر شارع 465، ومن ثم المرور عبر طريق استحدث خصيصا لإجبار حركة السير إلى الوصول إلى الحاجز، بالإضافة إلى إغلاق الطريق المباشر من شارع 465 الواصل إلى بيرزيت. خالقا بذلك عنق زجاجة لحركة مرور الفلسطينيين تتحكم إسرائيل بها وتوقف التحرك بين شمال الضفة وجنوبها بالكامل عبره. وقد جعلته إسرائيل حاجزا دائما ابتداء من مايو أيار 2006.